# جيمس واين
جيمس واين (بالإنجليزية: James Wayne)‏ هو كاتب أغاني أمريكي، ولد في 3 مارس 1920 في هيوستن في الولايات المتحدة، وتوفي في 31 مارس 1978 في لوس أنجلوس في الولايات المتحدة.

## وصلات خارجية
- جيمس واين على موقع ميوزك برينز (الإنجليزية)
- جيمس واين على موقع ديسكوغز (الإنجليزية)